# Koenig Bicycle Team
Das Koenig Bicycle Team (russisch Кёниг Байсикл Тим) ist ein im russischen Kaliningrad, dem ehemaligen Königsberg, ansässiger Radwanderverein. Er hat die Rechtsform einer Nichtkommerziellen Partnerschaft (ru. Некоммерческое партнёрство) und veranstaltet Radtouren in der Oblast Kaliningrad und darüber hinaus. Mit der ausführlichen Dokumentation der Radtouren auf seiner Internetseite leistet der Verein auch einen Beitrag zur Landeskunde der Oblast Kaliningrad.
Vorsitzender des Vereins ist Sergei Jurjewitsch Mesenow (* 1981).

## Geschichte
Die Idee zum gemeinsamen Radwandern entstand bei der im September 2000 erfolgten Austragung des Radrennens Kaliningrad–Petrowo–Selenogradsk und zurück, der sogenannten Tour de Cranz. Im Oktober dieses Jahres unternahmen Oleg Jakowenko, Dmitri Logunow, Sergei Mesenow und Sergei Schkinder dann eine Tour von Tschernjachowsk nach Kaliningrad, was als Gründungsakt des Koenig Bicycle Teams angesehen wird. Im Jahr 2001 wurden dann schon elf Touren unternommen, die meist an die samländische Ostseeküste führten. Die erste Tour ins Ausland führte im Juli 2002 in das litauische Juodkrantė auf der Kurischen Nehrung. Im August 2002 wurden zum ersten Mal auch zwei mehrtägige Touren unternommen, zum einen von Selenogradsk über Klaipėda noch Sowetsk, und zum anderen an den Wystiter See. Über das zugefrorene Frische Haff zum Kaliningrader Seeschifffahrtskanal radelten Chleb Gazura und Sergei Mesenow im Januar 2003. Zur Saisoneröffnung im März 2003 waren dann schon 13 Teilnehmer mit von der Partie. Im Sommer 2003 wurden u. a. Touren nach Vilnius, Białystok und Danzig unternommen. An der Saisoneröffnung im März 2005 nahmen 20 Radler teil. Im Mai 2005 absolvierten sieben Radler in acht Tagen die Tour Świnoujście–Rostock–Gedser–Kopenhagen–Malmö–Ystad–Świnoujście. Auch die Tschechische Republik wurde in diesem Sommer durchfahren. Die erste Nachtfahrt unternahmen Andrei Dolgopalez und Sergei Mesenow im Mai 2006 von Sowetsk über Krasnosnamensk nach Tschernjachowsk. Im Sommer wurde von vier Teilnehmern zum ersten Mal auch eine Radtour im russischen Mutterland unternommen, die von Moskau über Jaroslawl und Kostroma nach Wladimir führte.
An der Saisoneröffnung im März 2007 nahmen etwa einhundert Radler teil. Nachdem man sich bisher nur informell über das Internet abgesprochen hatte, wurde es angesichts dieser großen Teilnehmerzahl nun nötig, sich als Nichtkommerzielle Partnerschaft zu organisieren. Im April 2007 unternahmen drei Teilnehmer eine Radtour auf der Krim. Im Juli 2009 wurde eine Radtour von Kaliningrad nach Sankt Petersburg unternommen. Im August desselben Jahres wurde der lettische Nationalpark Gauja besucht. Zur Jahreswende 2010/2011 waren Sergei Mesenow, Andriana Mesenowa und Wladimir Pustylnik in Israel unterwegs. An der Saisoneröffnung im März 2011 nahmen etwa 180 Radler teil. In diesem Jahr wurde zum ersten Mal die Anzahl von 50 durchgeführten Touren erreicht. Im Januar 2014 wurde von dem Klub zum ersten Mal ein 200 km-Brevet durchgeführt. Im Mai dieses Jahres wurde eine Tour von Berlin nach Kaliningrad absolviert.
Im Mai 2015 war die kleine Tochter des Vereinsvorsitzenden Dariana Mesonowa mit eigenem Fahrrad auf einer Tour auf der Kurischen Nehrung mit dabei. Seither veranstaltet der Verein auch Touren für und mit Kindern. An der Saisoneröffnung im März 2016 nahmen 275 Radler teil. Die Saisoneröffnung im März 2019 hatte 217 Teilnehmer. Im März 2020 errichteten Vereinsmitglieder auf Initiative von Olga Sobolewa im Rajon Selenogradsk eine behelfsmäßige Holzbrücke für Fußgänger auf der Trasse des alten Fahrwegs von Olchowoje (Korwingen) nach Krasnowka (Markehnen) über den Zufluss zur reka Mutschnaja (Thierenberger Mühlenfließ). Wegen der COVID-19-Pandemie veranstaltete der Verein zwischen dem 29. März und 13. Mai 2020 keine Touren.

## Touren
Der Verein veranstaltet drei Arten von Touren:
- Eintagestouren in der Oblast Kaliningrad oder im nahen Ausland, genannt Weloprobeg (ru. Велопробег)
- Touren mit Übernachtung(en), genannt Welopochod (ru. Велопоход)
- Brevets